# NGC 1955
NGC 1955 (również ESO 56-SC121) – gromada otwarta powiązana z mgławicą emisyjną, znajdująca się w gwiazdozbiorze Złotej Ryby, w Wielkim Obłoku Magellana. Odkrył ją James Dunlop 3 sierpnia 1826 roku.